# Глазков Георгій Федорович
Гео́ргій Фе́дорович Глазко́в (рос. Георгий Федорович Глазков, нар. 18 листопада (1 грудня) 1911, Владимирово — пом. 18 листопада 1968, Москва) — радянський футболіст, що грав на позиції нападника. По завершенні ігрової кар'єри — футбольний тренер. Заслужений майстер спорту СРСР (1948)
Як гравець відомий виступами за московський «Спартак», в якому провів всю кар'єру.

## Ігрова кар'єра
Почав грати в 1928 році в Москві в команді фабрики «Червона троянда».
У вищоліговому футболі дебютував 1935 року виступами за московський «Спартак», кольори якого і захищав протягом усієї своєї кар'єри гравця, що тривала тринадцять років. У складі московського «Спартака» був одним з головних бомбардирів команди, маючи середню результативність на рівні 0,45 голу за гру першості та допоміг команді тричі виграти чемпіонат країни і чотири — кубок. Також у складі «Спартака» був учасником матчів зі збірною клубів Туреччини (1936), фінального турніру робочої Олімпіади в Антверпені і турніру в Парижі (1937), матчів в Болгарії (1940). Беззмінний пенальтист «Спартака».

## Кар'єра тренера
Розпочав тренерську кар'єру невдовзі по завершенні кар'єри гравця, 1948 року, очоливши тренерський штаб клубу «Спартак» (Вільнюс).
Надалі очолював рідний московський «Спартак» та «Металург» (Запоріжжя).
Останнім місцем тренерської роботи був клуб «Жальгіріс», який Георгій Глазков очолював як головний тренер до 1962 року.
Помер 18 листопада 1968 року на 57-му році життя у Москві. Похований на Донському кладовищі в Москві (Колумбарій № 19).

## Титули і досягнення
- Чемпіонат СРСР (3): 1936 (o), 1938, 1939
- Володар Кубку СРСР (4): 1938, 1939, 1946, 1947

### Індивідуальні
- Найкращий бомбардир чемпіонату СРСР: 1936 (o) (7 голів)